# Šešče pri Preboldu
Šešče pri Preboldu – wieś w Słowenii, w gminie Prebold. W 2018 roku liczyła 448 mieszkańców.